# Gareva
Gareva (cyr. Гарева) – wieś w Bośni i Hercegowinie, w Republice Serbskiej, w gminie Gacko. W 2013 roku liczyła 44 mieszkańców.